# Метро Ріо-де-Жанейро
Метро Ріо-де-Жанейро (порт. Metrô do Rio de Janeiro) — система ліній метрополітену в місті Ріо-де-Жанейро. Є другим за розміром метрополітеном Бразилії (після Сан-Паулу).

## Історія
Проект будівництва був затверджений в кінці 1960-х, будівництво почалося 23 червня 1970 року. Метрополітен відкритий в 1979 році у вигляді лінії з 5 станціями та 4,3 км, зараз складається з 3 ліній і 41 станції (25 підземних). 10 станцій використовуються спільно Лінією 1 та Лінією 2.

## Лінії
- Лінія 1 (Помаранчева) — обслуговує туристичний і діловий центр міста та сполучає його з Південною зоною. Повністю підземна має 20 станцій та 19 км.
- Лінія 2 (Зелена) — обслуговує житлові райони Північної зони міста. Має 26 станцій (10 підземних спільних з Лінією 1) та 30 км.
- Лінія 4 (Жовта) — сполучає Лінію 1 з районом Барра-да-Тіжука, де розташовано багато олімпійських об'єктів. Має 6 підземних станцій та 16 км.

## Режим роботи
Працює з понеділка по суботу 5:00—00:00, у неділю та свята 7:00—23:00. Інтервал руху у будні 3-5 хвилин, в суботу 5-8 хвилин, в неділю 6-10 хвилин.

## Див.також
- Швидкісний трамвай Ріо-де-Жанейро

## Галерея

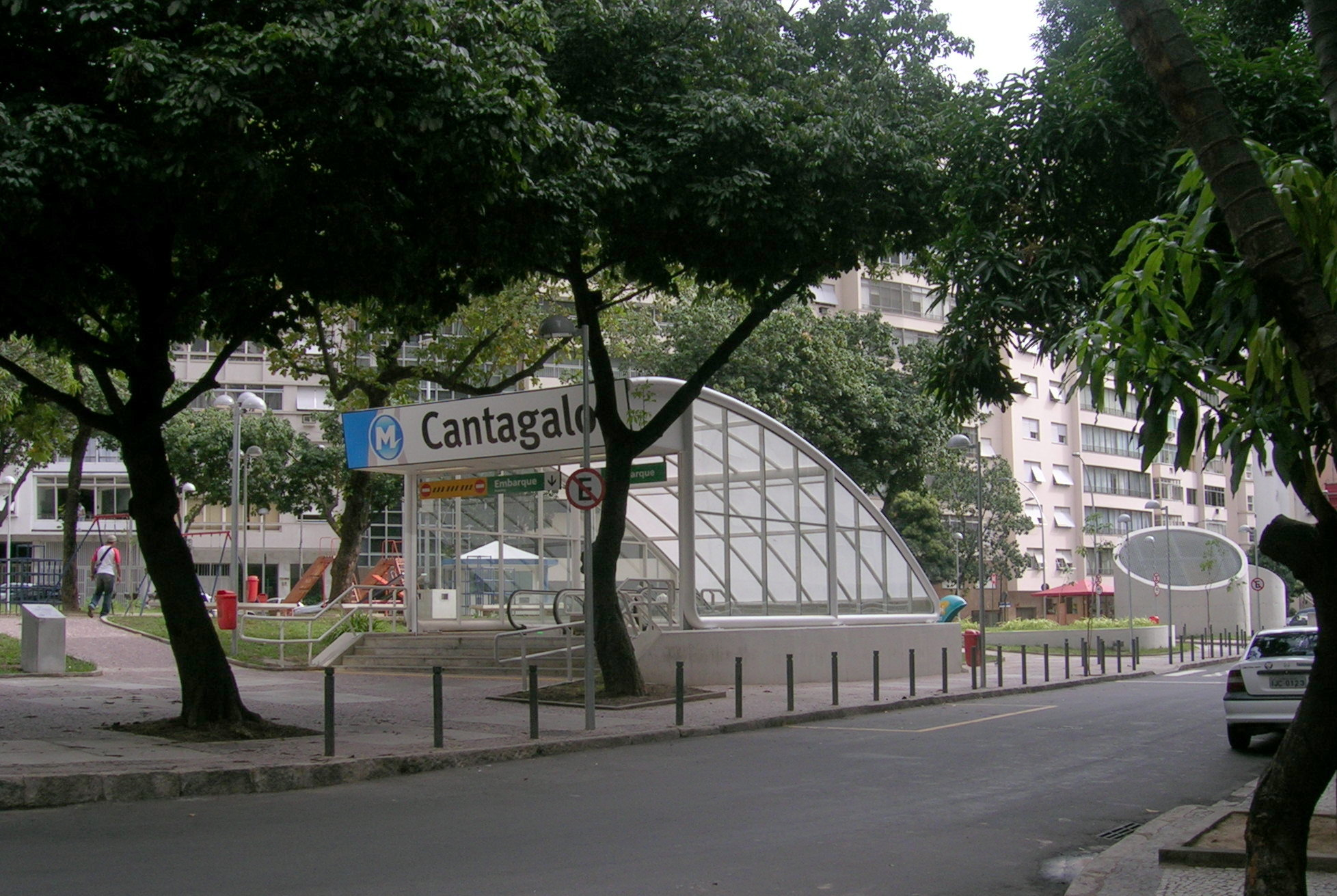
Станція метро Кантагало
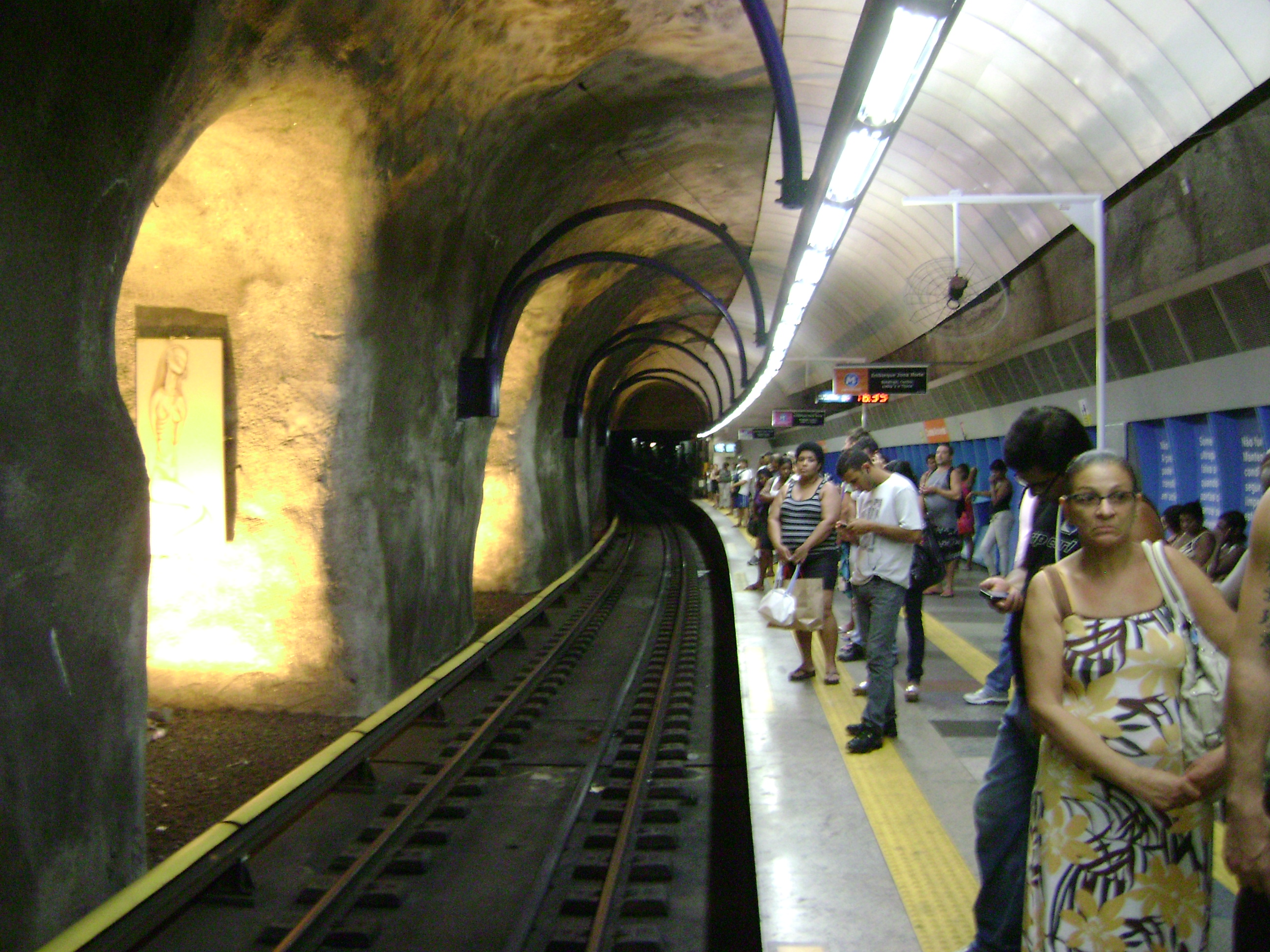
Станція Arcoverde
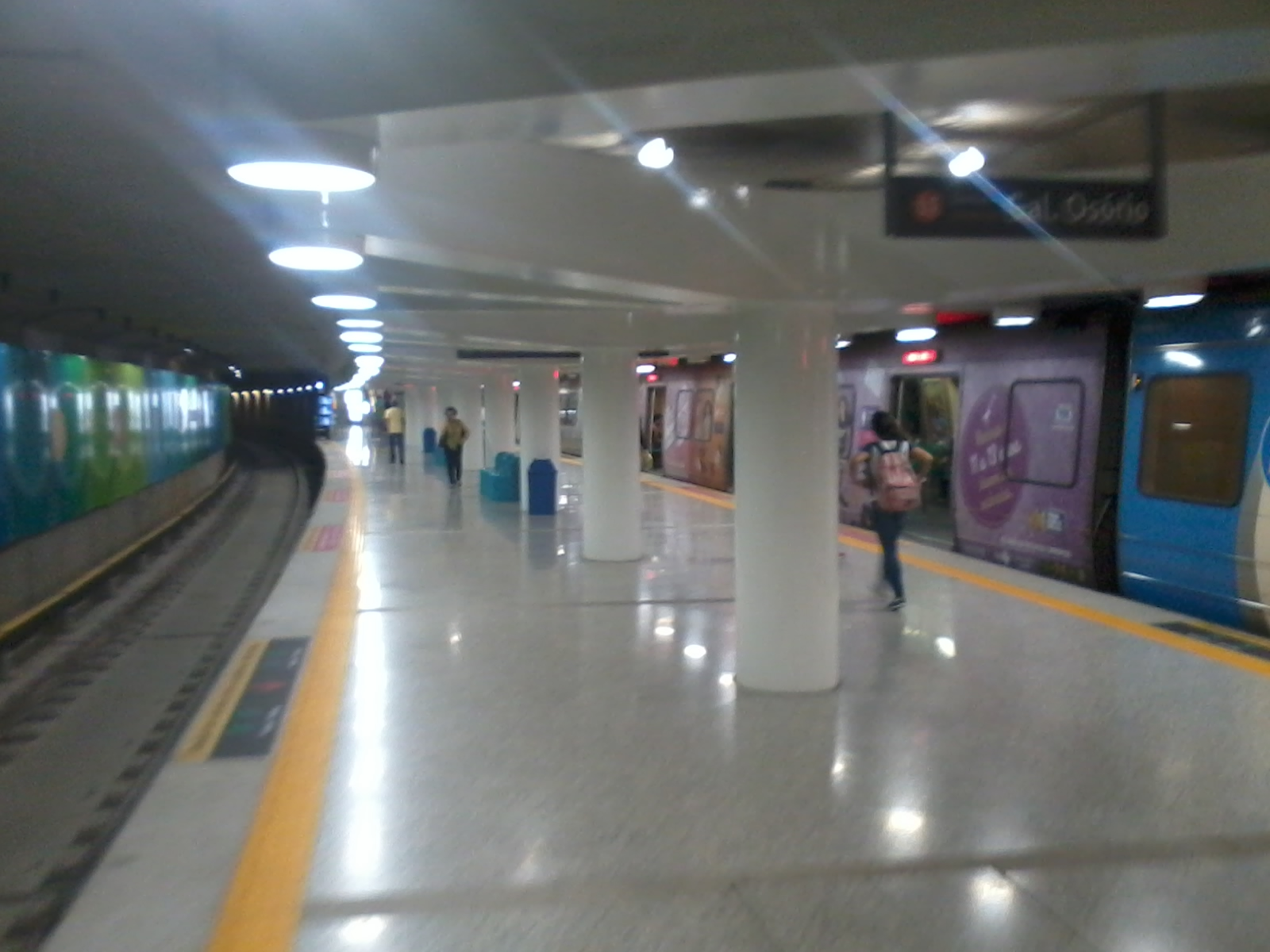
Станція Uruguai
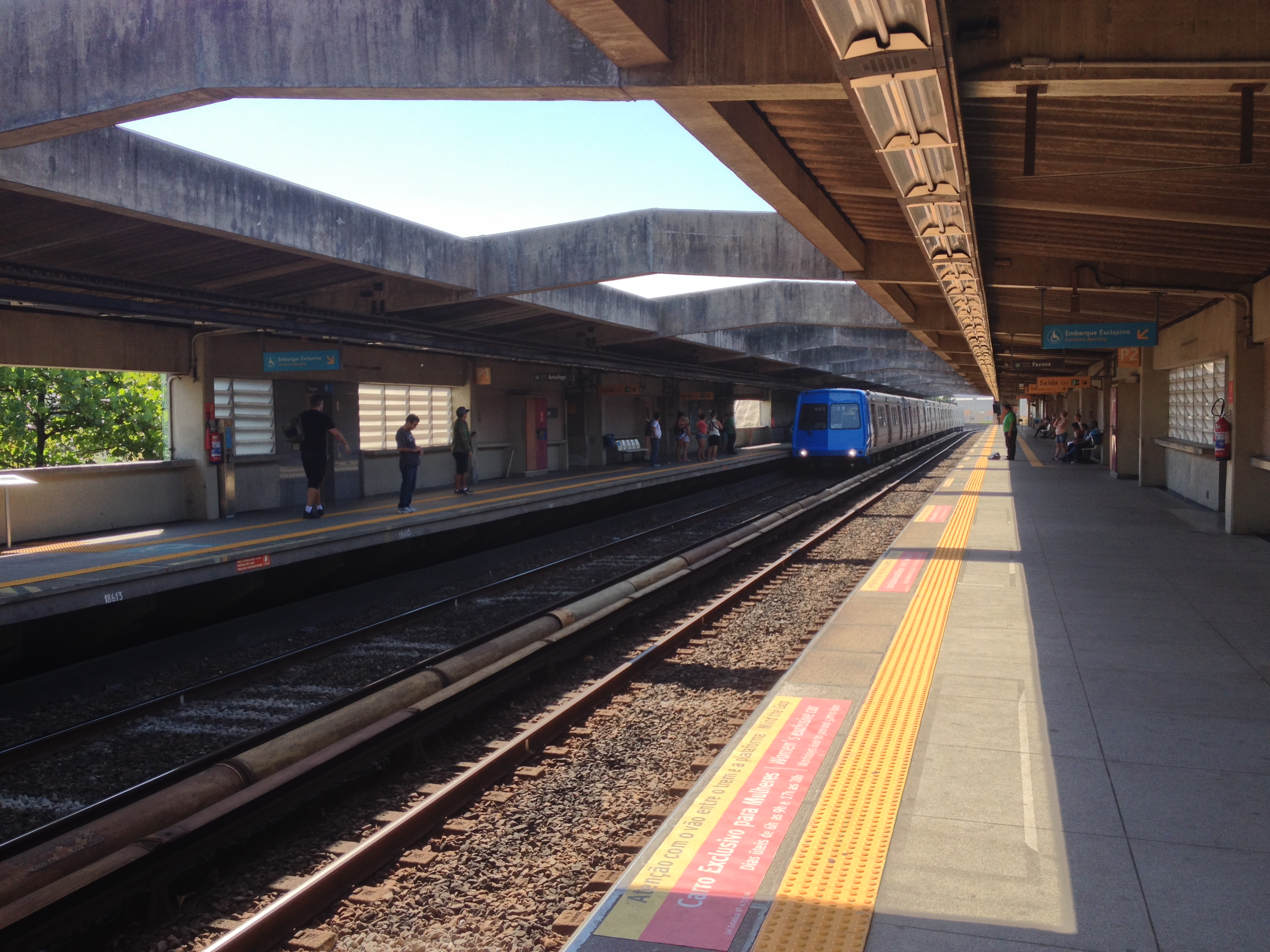
Наземна станція Triagem
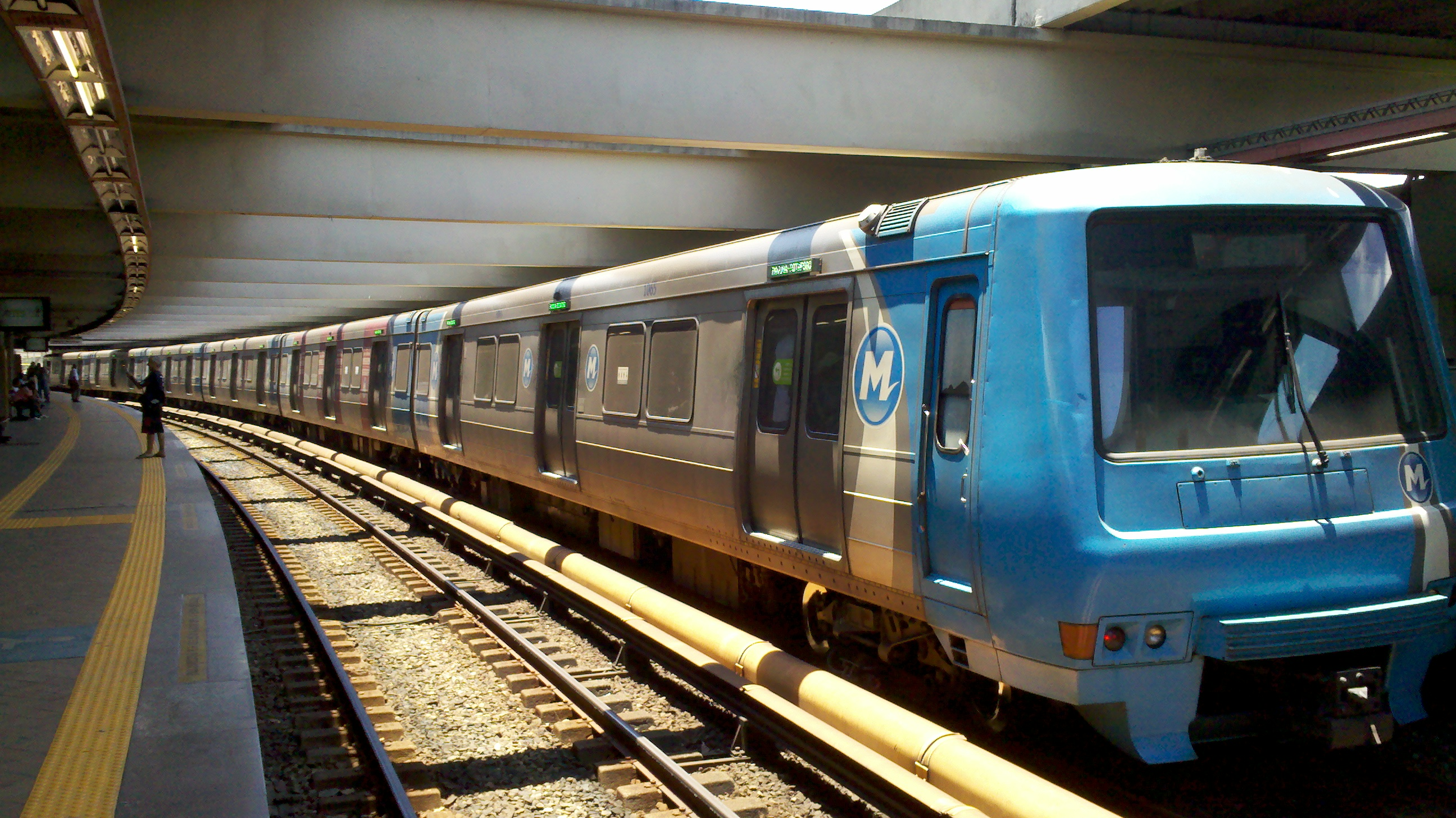
Потяг на станції São Cristóvão
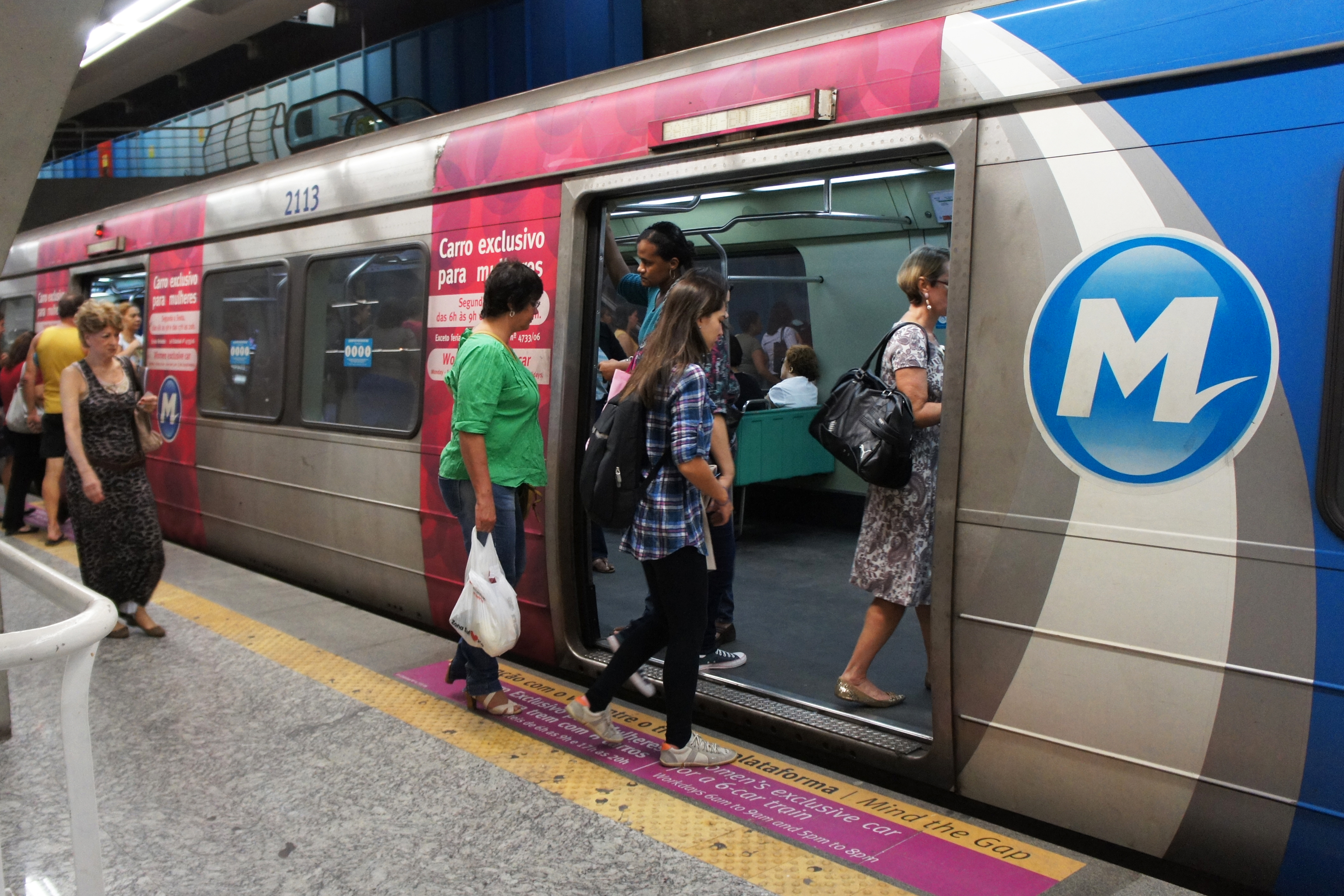
Вагон метро
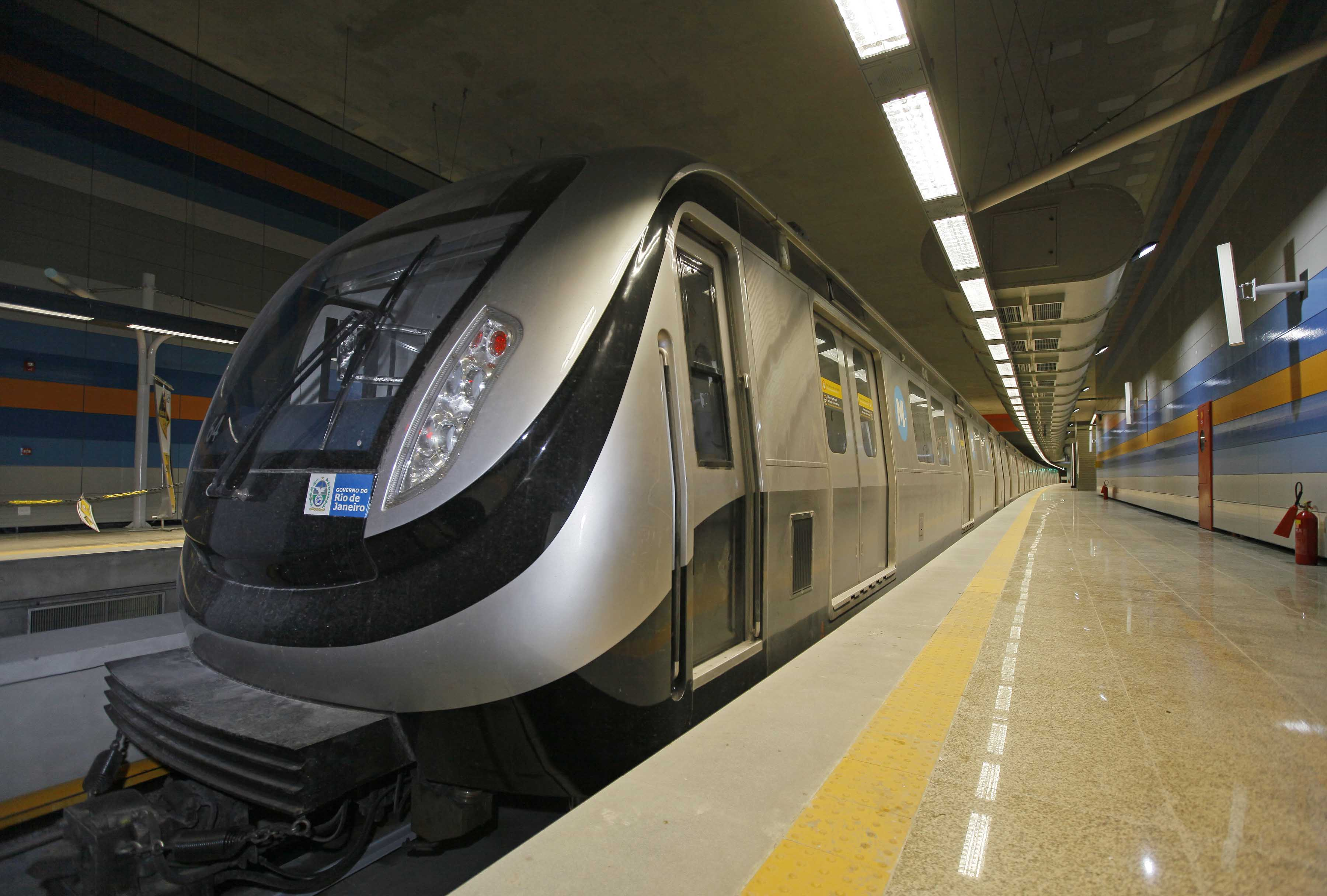
Потяг на станції Antero de Quental
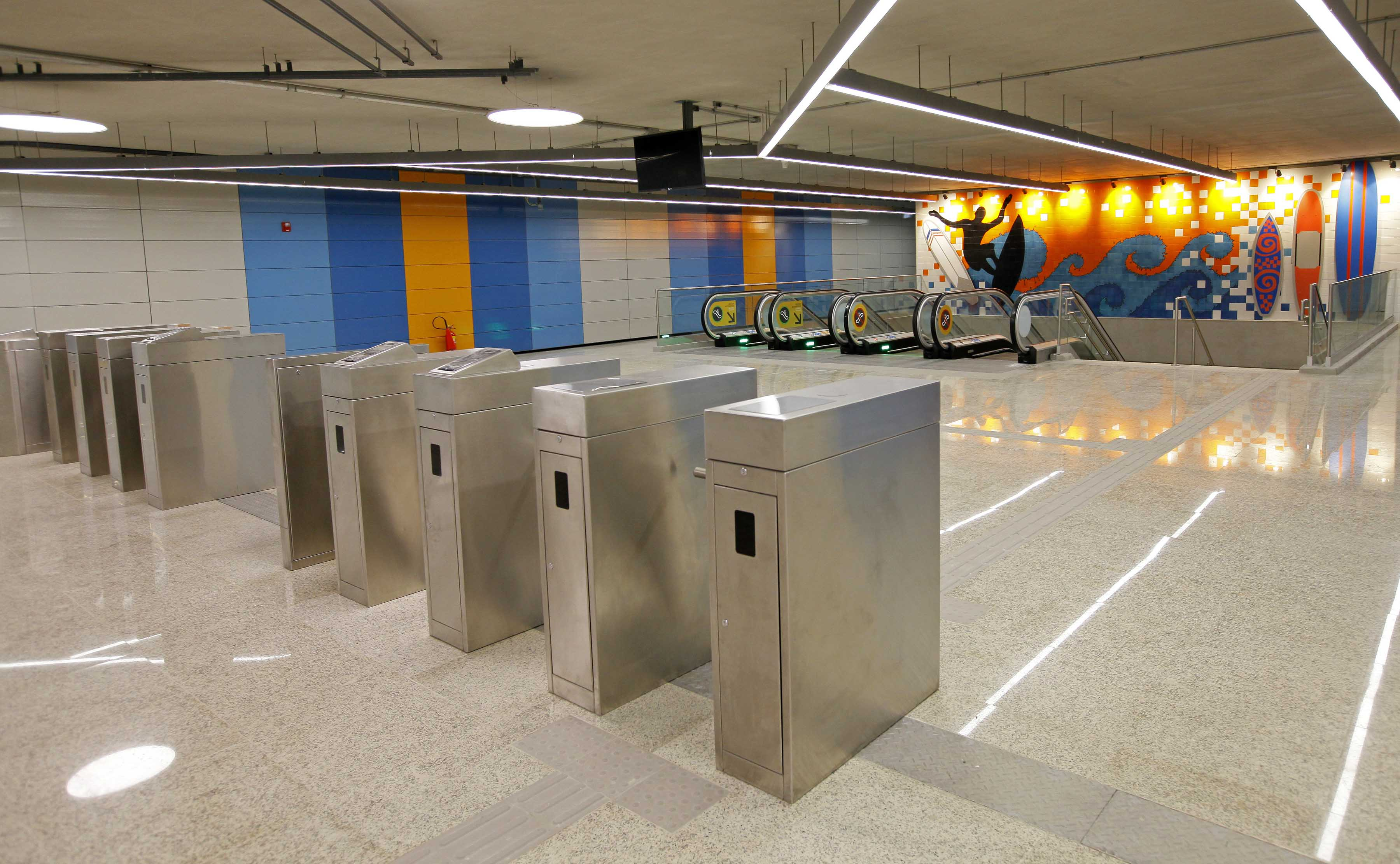
Вестибюль станції Antero de Quental